# Крезје ле Вје
Крезје ле Вје (фр. Creuzier-le-Vieux) насеље је и општина у централној Француској у региону Оверња, у департману Алије која припада префектури Виши.
По подацима из 2011. године у општини је живело 3334 становника, а густина насељености је износила 292,97 становника/km². Општина се простире на површини од 11,38 km². Налази се на средњој надморској висини од 390 метара (максималној 404 m, а минималној 243 m).

## Демографија
| 1962. | 1968. | 1975. | 1982. | 1990. | 1999. | 2011. |
| ----- | ----- | ----- | ----- | ----- | ----- | ----- |
| 1.393 | 1.535 | 1.828 | 2.153 | 2.751 | 2.960 | 3.334 |

График промене броја становника у току последњих година